# Ein schön Kochbuch 1559

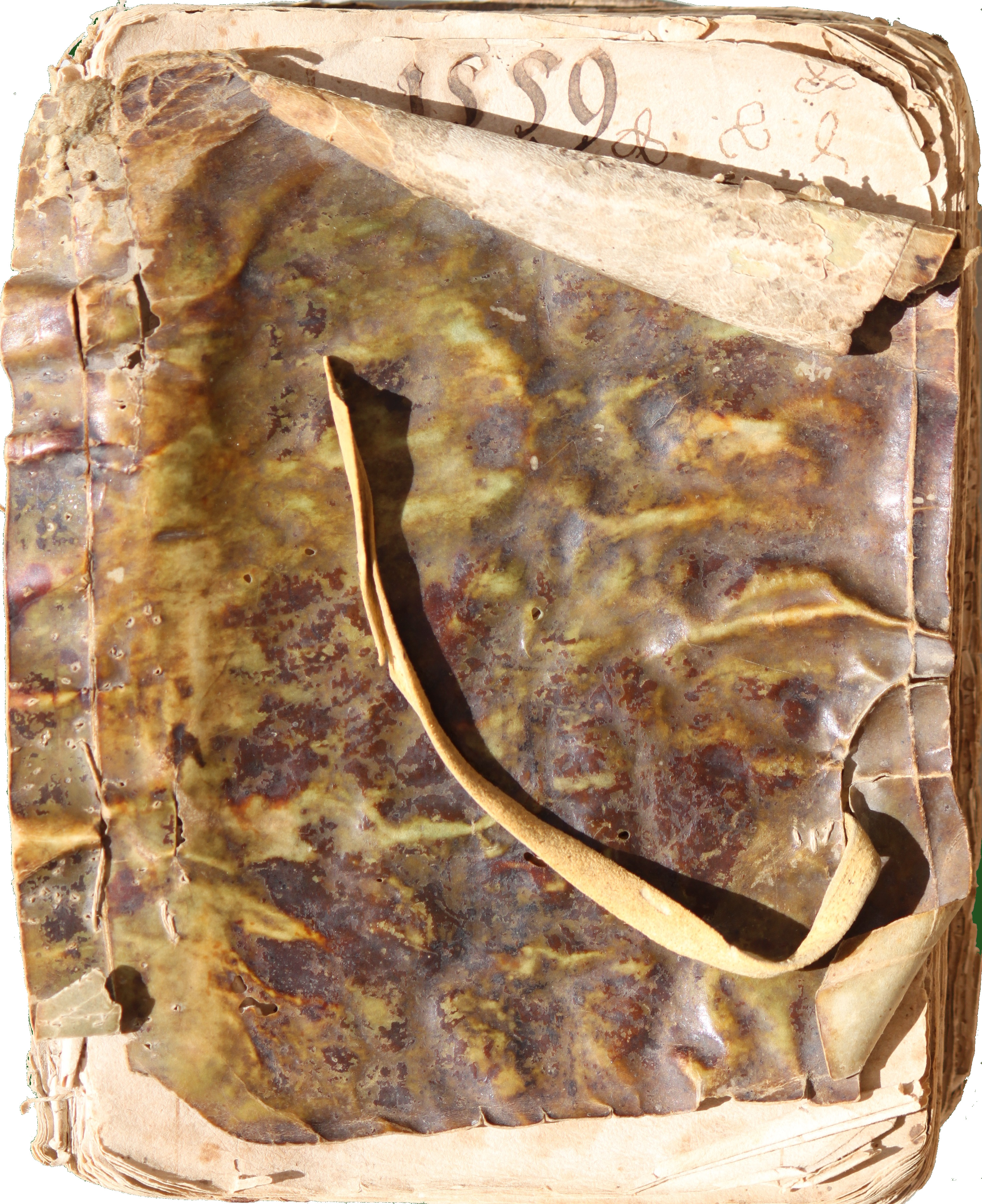
Vorderseite

Als Bündner Kochbuch oder Ein schön Kochbuch wird eine frühneuzeitliche Sammelhandschrift mit 515 erhaltenen Rezepten zur Zubereitung von Speisen, Wein und Medizin bezeichnet. Ihre Entstehung wird aufgrund von Jahresangaben und sprachlicher Gestalt in die Zeit von 1559 bis etwa ins erste Viertel des 17. Jahrhunderts datiert. Ihr ältester Teil entstand wie ein von den Stockalpers in Brig benutztes Kochbuch von 1581 im bayrischen Raum, was sich aus sprachlichen Indizien und den Wasserzeichen des verwendeten Papiers ergibt, und gelangte mit den Texten von Hand 1 und 2 erst irgendwann nach 1559, sicher jedoch noch vor 1608, nach Chur. Es ist damit keineswegs als ältestes deutschsprachiges Kochbuch der Schweiz gesichert, wie es der Untertitel der bis jetzt einzigen Edition von 2018 behauptet.

## Entdeckung und Veröffentlichung
Vermutlich in der ersten Hälfte des 20. Jahrhunderts kam das Buch als Geschenk in die Hände einer Churer Familie, die immer wieder Vertreter des Klerus zu Besuch hatte. Von dort gelangte es durch Erbgang in einen Vorort von Zürich. Bei der Räumung eines Dachbodens wurde es im Winter 2014/2015 gefunden und es ist nur dem Zufall zu verdanken, dass es aufbewahrt und nicht zusammen mit anderen alten Büchern entsorgt wurde. Die Finderin schenkte es dem Zolliker Historiker Walter Letsch, den sie von der Schule her kannte und von dem sie wusste, dass er sich dafür interessieren würde. Walter Letsch transkribierte die 515 Rezepte und übertrug sie in heutiges Deutsch, wobei ihn Hans-Peter Schifferle unterstützte, der Chefredaktor des Schweizerischen Idiotikons. Aufbewahrt wird das Kochbuch im Staatsarchiv Graubünden unter der Signatur StAGR NH2. Zurzeit (2019) wird es restauriert.

## Beschreibung

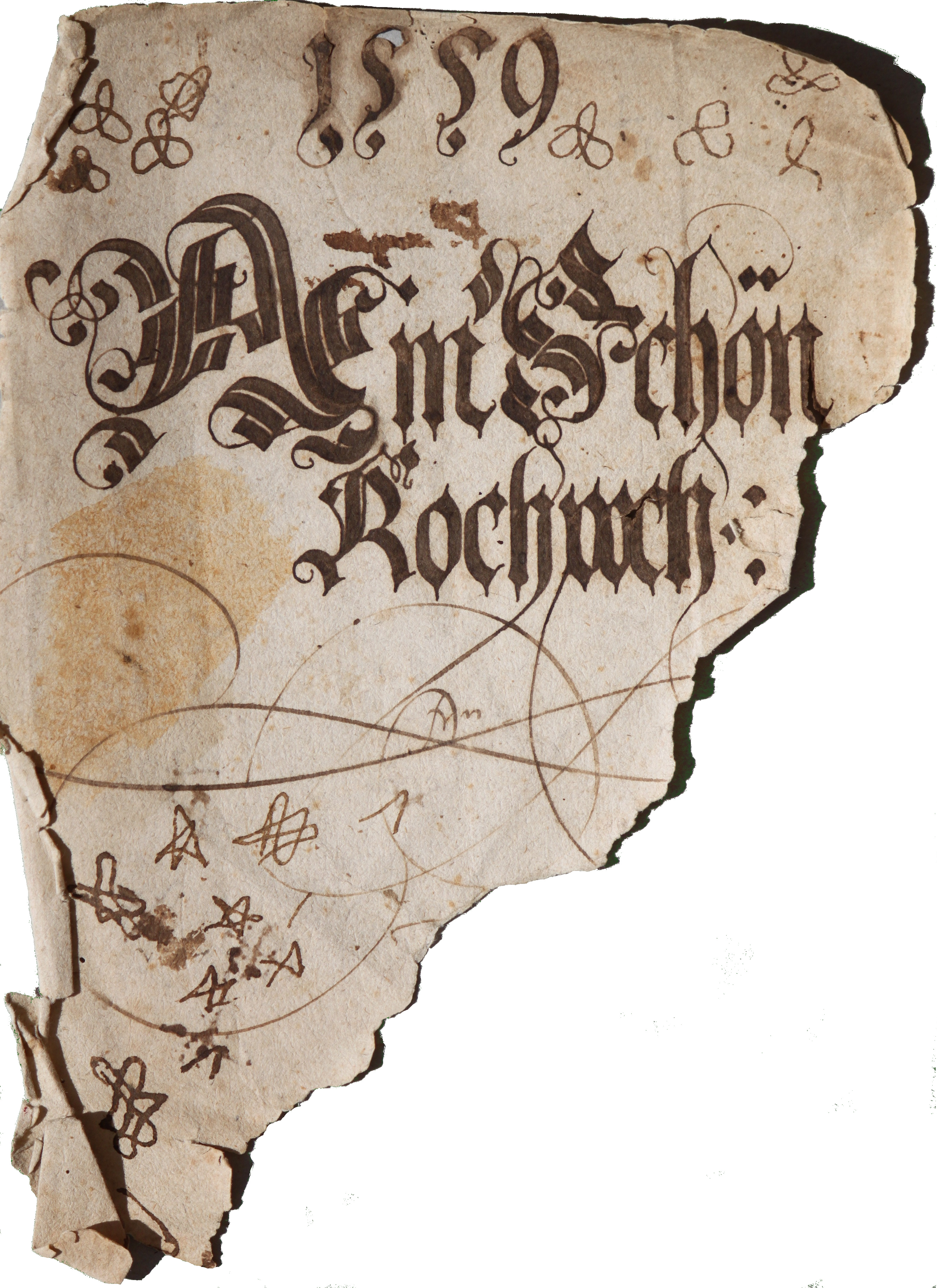
Angerissene Titelseite

Das Buch misst 21 × 15 Zentimeter und ist 3 Zentimeter dick. Ursprünglich umfasste es 344 Seiten auf 172 Blättern, heute sind es noch 155 Blätter. Die Blätter 50 bis 66 fehlen. Der untere Teil des Blattes 30 und Blatt 31 wurden herausgeschnitten. Da die folgenden drei Seiten Medizinalrezepte enthalten, ist denkbar, dass auch die herausgetrennten Abschnitte medizinische Rezepte enthielten und zum Gebrauch herausgeschnitten worden sind.
Das Buch ist in mit Hirschlederriemen versehenes Pergament gebunden; der Rücken fehlt. Einstichstellen an den Deckeln weisen darauf hin, dass diese mit dem Rücken vernäht waren. Die Innenseiten der Deckel sind mit nicht mehr benötigtem beschriebenem Papier beklebt. Das vordere Vorsatzblatt enthält Teile eines Rezeptes und stammt von der gleichen Hand wie der Grossteil des Buches. Das hintere Blatt stammt von einem anderen Schreiber und kann nicht mehr entziffert werden. Mit den zwei rund 30 Zentimeter langen und 1 Zentimeter breiten Lederriemen konnte das Buch zugebunden werden.

## Verfasser
Aufgrund des Schriftbildes und charakteristischer Formulierungen werden fünf Schreiberhände unterschieden:
- Hand 1: Rezepte 001 – 116
- Hand 2: Rezepte 117 – 122
- Hand 3: Rezepte 123 – 132 (Medikamente)
- Hand 4: Rezepte 133 – 146
- Hand 5: Rezepte 147 – 515

Bei den Autoren 1 und 3 bestehen die Titel meistens aus einem Gericht, gefolgt von «zu» und einem Verb im Infinitiv: Kelber wurst zu machen, Rebhüener zu sieden, Speis zu gilben. Schreiber 1 beginnt seine Anweisungen meist mit «Wildu…»: («Willst du Enten einmachen…»). Schreiber 2 schreibt im Titel jeweils Wie man … machen soll. Seine Rezepte beginnen alle mit Nemmet: («Nehmt schöne frische Orangenschalen…») Er ist auch der einzige Autor, der sich bei den Titeln um kunstvolle Initialen, Anfangsbuchstaben und geschwungene Unterlängen im Text bemühte. Die Schreiber 3 und 4 folgen keiner regelmässigen Formulierung; oft ist einfach das Gericht angegeben: Gebratne Hechtlebern, Karpfen gefüllt oder Enis (Anis) brötli. Hand 5 schreibt häufig es/dis ist/ich habs brobiert gegenüber sonst üblichem bewert.
Beim Schreiber der ersten 116 Rezepte ist die neuhochdeutsche Diphthongierung vollständig durchgeführt; dabei unterscheidet er graphisch zwischen ei für den aus ī neuentstandenen Zwielaut (z. B. schneidt ‹schneidet›, weis ‹weiss›) und ai für den ältern Diphthong mittelhochdeutsch ei, althochdeutsch ai (z. B. ain ‹ein›, klain ‹klein›, Air ‹Eier›). Es finden sich zudem viele Fälle von Entrundung, zum Beispiel rier ‹rühre›, dinnen ‹dünnen›, lechlin ‹Löchlein› sowie einige umgekehrte Schreibungen wie hóchten ‹Hechten› oder Húrn ‹Hirn›. Die neuhochdeutsche Monophthongierung wird dagegen nicht berücksichtigt. Schreibungen wie khalt ‹kalt›, dickh ‹dick›, gehagkht ‹gehackt› könnten auf affrizierte Aussprache von altem k deuten. Häufig auch p für mittelhochdeutsch b, so pindt ‹bindet›, pradten ‹braten› oder pirckhen ‹Birken›. Insgesamt lässt sich aus diesen und weiteren Merkmalen auf einen Schreiber aus dem bairischen Raum schliessen.
Es finden sich auch zahlreiche wohl nachträglich und zum Teil von andern Schreibern eingefügte Randbemerkungen.

## Herkunft und Alter
In Letschs Edition wird die Behauptung aufgestellt, dass das Buch aus der Küche des bischöflichen Schlosses stamme, und zwar mit folgenden Argumenten:
- Vereinzelt tauchen Masse auf, wie sie nur in Chur verwendet wurden: 80 Churer mas most, Nim zu Kurer Viertel win folgende sache.
- Einzelne Gerichte wie Salsiz oder Schüblig lassen sich der Ostschweiz zuordnen, andere wie Mortadella, Biscottini oder Marroni stammen aus Norditalien. Familiennamen wie Scandolera oder Puntisella weisen auf den südbündnerischen Raum.
- Die beschriebenen Gerichte und insbesondere die teuren Gewürze zeigen, dass es sich nicht um ein Rezeptbuch für bürgerliche Küche handeln kann.
- Dass es auch nicht aus einem adligen Haushalt stammt, zeigt die geringe Anzahl an Rezepten für Wild. Fischgerichte hingegen haben eine grosse Bedeutung, da die Fastenregeln beachtet werden mussten.
- Ein grosser Teil des Textes ist in Schweizer Dialekt verfasst. Immer wieder tauchen Wörter mit dem typisch bündnerischen Schluss-a auf wie Bölla (Zwiebeln), Duba (Taube), Kela (Kelle), Kestana (Kastanien), Schüssla (Schüssel), fülla (füllen), gwürflata (gewürfelter) Speck oder iserna (eiserner) Deckel.

Diese Argumente relativiert Ursula Brunold-Bigler und weist demgegenüber auf jene in der Sammlung enthaltenen Rezepte hin, die einerseits die männliche Potenz günstig beeinflussen und andererseits der Kräftigung niedergekommener Frauen dienen sollten. All dies weist auf eine Herkunft nicht aus einem Kleriker-, sondern dem Churer Oberschichtmilieu hin.
Der Titel – wohl von Hand 1 geschrieben – nennt 1559 als Jahr der Entstehung. Auf Blatt 32 ist zudem die Jahreszahl 1608 angegeben. Die Einträge der Hände 4 und 5 dürften noch etwas später entstanden sein.

## Rezepte
Das Kochbuch enthält Rezepte für zahlreiche Speisen wie gefüllte Karpfen, Lammfleisch an Zwiebelsauce, Leberwurst, Sauerbraten, Rehkopf, eingemachte junge Vögel, gerösteten Biberschwanz oder eine Pastete aus Neunaugen an einer Sauce aus Fischblut und Rotwein. Dazu kommen verschiedene Süssigkeiten, aber auch Rezepte zur Weinverbesserung sowie aus dem medizinischen Bereich gegen Gebrechen wie Fieber, Verstopfung, Gicht, Epilepsie, Pest oder Kopfschmerzen, wie zum Beispiel Rezept 122:

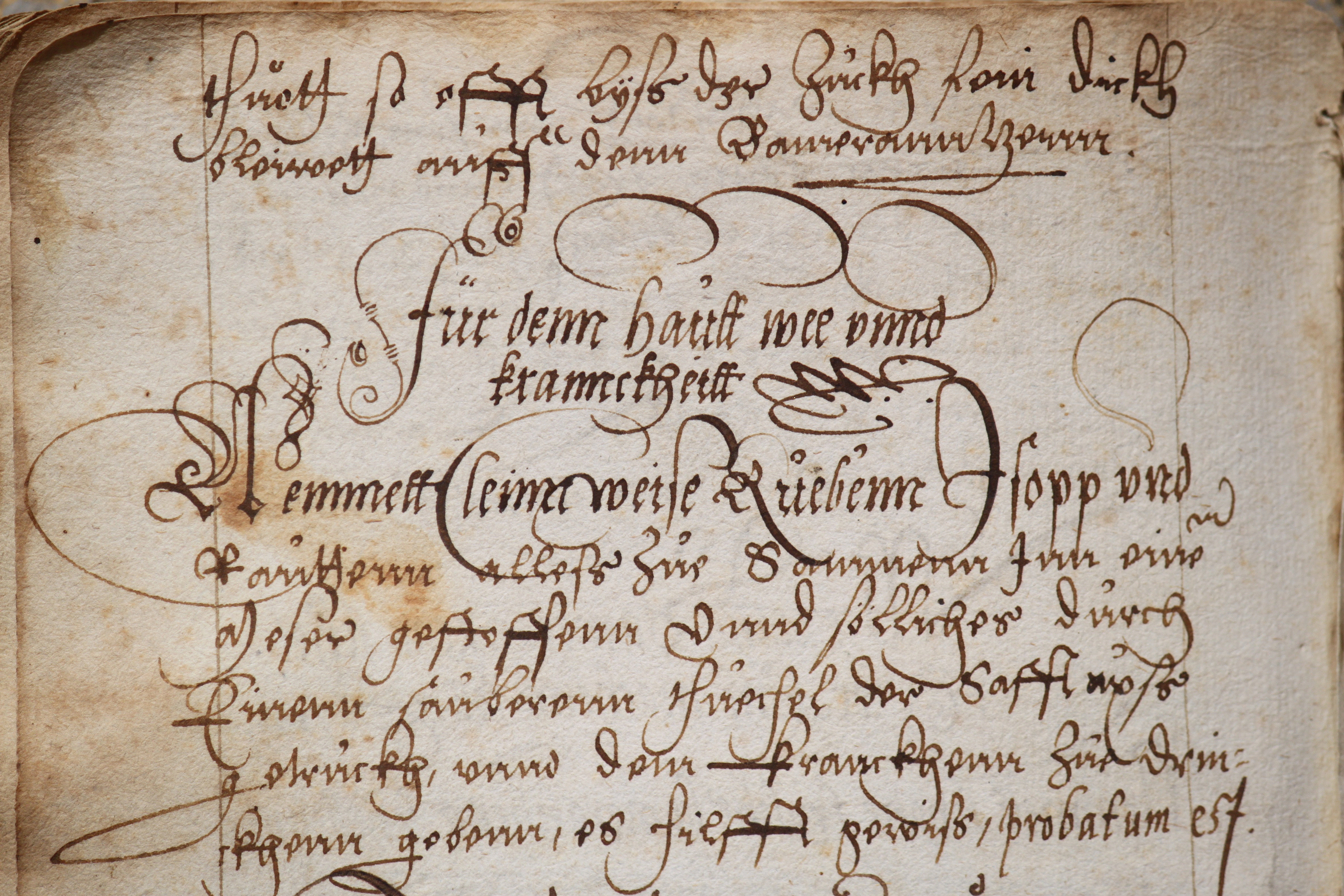
Rezept 122

«Für denn haůtt wee unnd krannckheitt Nemmett Cleine weiſe Růebenn Jſopp und Raůttenn alleß zůe Sammen Jnn eine Meſer geſtoſſenn unnd ſölliches důrch Einenn ſaůberenn thůechel der Safft aůßgetrůckh, unnd dem kranckhenn zůe drinkenn gebenn, es hilfft gewiß, probatum est.»

„Für Kopfschmerzen und -krankheit nehmt kleine weisse Rüben, Ysop und Rauten, alles zusammen in einem Mörser zerstossen und davon durch ein sauberes Tüchlein den Saft ausgepresst, dem Kranken zu trinken geben, es hilft gewiss, probatum est.“

Rezepte mit Kartoffeln und Mais gibt es nicht, sie wurden erst in der zweiten Hälfte des 18. Jahrhunderts in der Schweiz bekannt. Wichtig waren verschiedene Getreidearten, Mus und Brot. Rezepte zu Gemüse finden sich nur wenige. Eine grosse Bedeutung hingegen hatten Beeren und Früchte, oft werden Rezepte mit Quitten beschrieben. Eine Vielzahl an Gewürzen und über achtzig verschiedene Zutaten werden erwähnt. Meist sind es Gartenkräuter, aber auch teure exotische Gewürze wie Muskat, Ingwer oder Gewürznelken. Mengenangaben werden je nach Rezept anders bezeichnet und lassen oft grossen Spielraum für die Interpretation: «Nimm so viel wie du brauchst» oder «Nimm nicht zu viel». Hin und wieder werden auch Kochkenntnisse vorausgesetzt: «Willst du Vogel in Pastete machen, mach Pastete».
Die Rezepte sind weder nach Sachgebieten gegliedert noch nummeriert. Nach Blatt 144 folgt ein zehnseitiges Inhaltsverzeichnis, das allerdings nicht vollständig ist.

Rezeptbeispiele
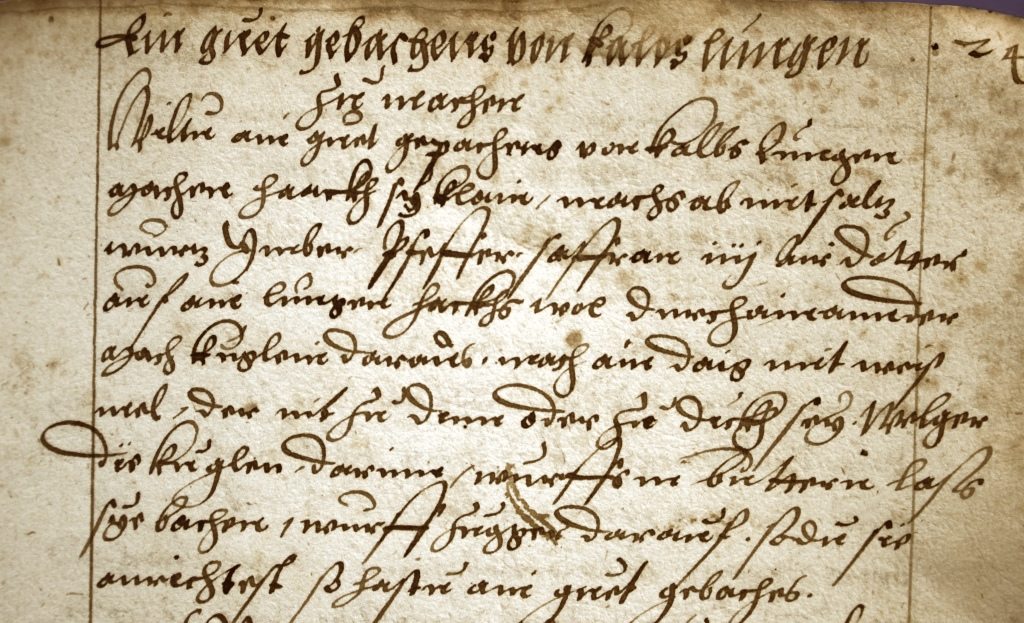
Rezept 99 Ein gůet gebachens von kalbs lůngen zů machen Wiltů ain gůet gepachens von kalbs lůngen machen, haackh ſy klain, machs ab mit ſaltz, wůrz Ymber, pfeffer, ſaffran, iiij Air dotter aůf ain lůngen, hackhs wol durchainannder, mach kůglein daraůs, mach ein daig mit weiß mel, der nit zů dinn oder zů dickh ſey. Welger die kůglein darinn, wůrffs in bủttern, laß ſýe bachen, wůrff Zůgger daraůf. ſodů ſie anrichteſt ſo hastů ain gůet gebaches.
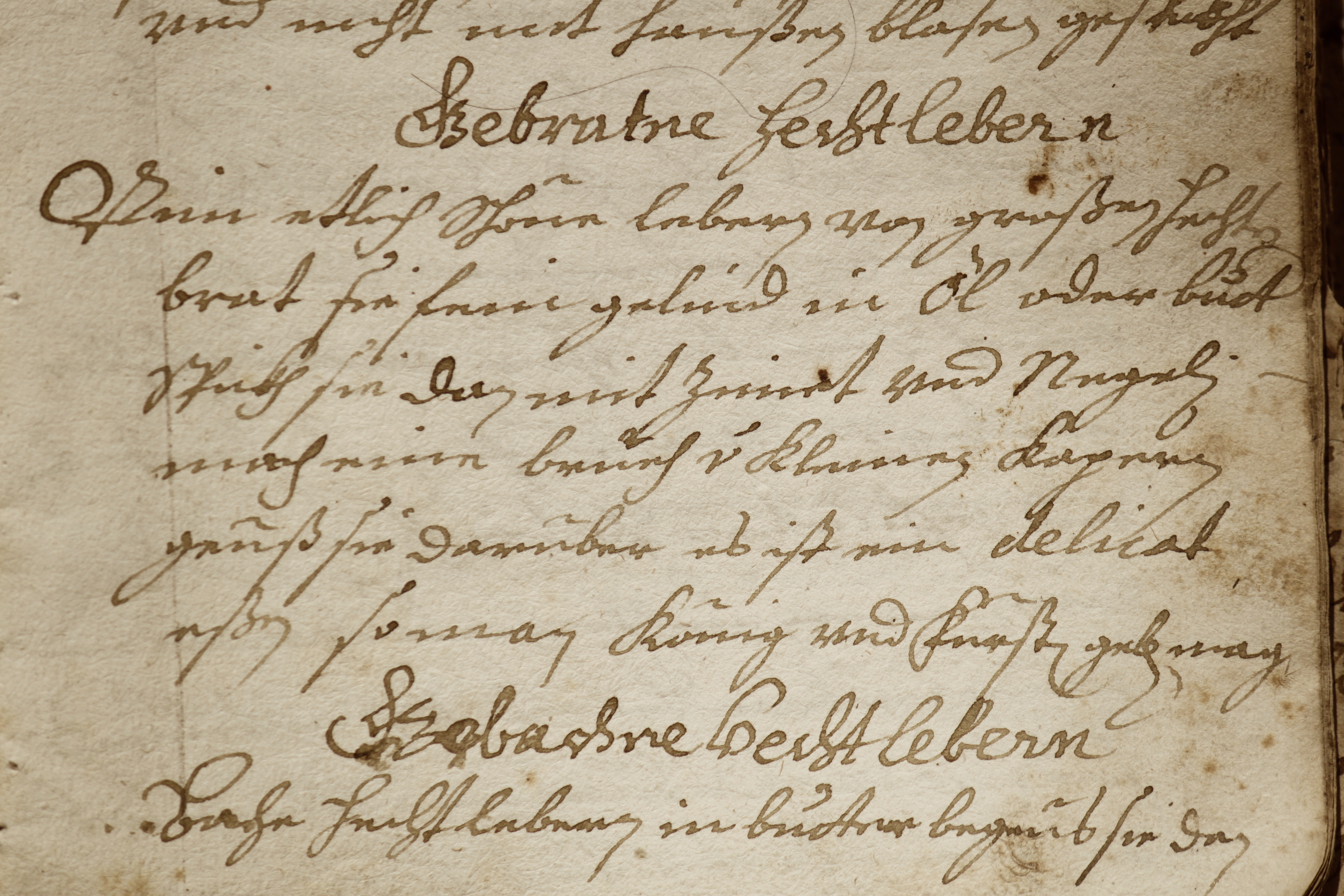
Rezept 137 Gebratne Hechtlebern Nim etlich ſhöne lebern von großen hechten, brat ſie fein gelind in Öl oder bůtter, Spickh ſie dan mit zimet und Negeli, mach eine brüeh von kleinen Kapern geüß ſie darüber, es ist ein delicat eßn ſo man könig und Fürſten geben mag.

- Rezept 99
Ein gůet gebachens von kalbs lůngen zů machen
Wiltů ain gůet gepachens von kalbs lůngen
machen, haackh ſy klain, machs ab mit ſaltz,
wůrz Ymber, pfeffer, ſaffran, iiij Air dotter
aůf ain lůngen, hackhs wol durchainannder,
mach kůglein daraůs, mach ein daig mit weiß
mel, der nit zů dinn oder zů dickh ſey. Welger
die kůglein darinn, wůrffs in bủttern, laß
ſýe bachen, wůrff Zůgger daraůf. ſodů ſie
anrichteſt ſo hastů ain gůet gebaches.
- Rezept 137
Gebratne Hechtlebern
Nim etlich ſhöne lebern von großen hechten,
brat ſie fein gelind in Öl oder bůtter,
Spickh ſie dan mit zimet und Negeli,
mach eine brüeh von kleinen Kapern
geüß ſie darüber, es ist ein delicat
eßn ſo man könig und Fürſten geben mag.